# Raymond Armbruster
Pour les articles homonymes, voir Armbruster.
Raymond Armbruster est un homme politique français né le 19 septembre 1879 à Belfort et mort le 2 mai 1953 à Troyes.

## Biographie
Engagé volontaire en 1899, Raymond Armbruster est admis à l'école du service de santé militaire. De 1917 à 1918, il est affecté à l'hôpital de Casablanca.
Chirurgien de profession, il devient sénateur de l'Aube en janvier 1927. Il est réélu en 1930 et 1939, et siège, au Sénat, sur les bancs des non-inscrits.
Très investi dans la défense des professions médicales au Parlement, il fait adopter, en mai 1933, la loi qui porte son nom régissant les conditions d'exercice de la médecine. Dans une atmosphère de montée de la xénophobie et alors que les étudiants en médecine d'origine étrangère sont fréquemment comparés à des « hordes de métèques », la loi Armbruster modifie la législation pour limiter l'accès des étrangers aux professions médicales. Elle dispose qu'il faudra désormais remplir une double condition pour exercer : être titulaire du diplôme d’État français de docteur en médecine et de la nationalité française.
Simultanément, les équivalences des diplômes étrangers sont supprimées.
Le 10 juillet 1940, il vote en faveur de la remise des pleins pouvoirs au Maréchal Pétain. À la Libération, il ne retrouve pas de nouveau mandat parlementaire.

## Distinctions
- Croix de guerre 1914-1918, étoile d'argent (1916)
- Chevalier de la Légion d'honneur (1920)